# Nutrie

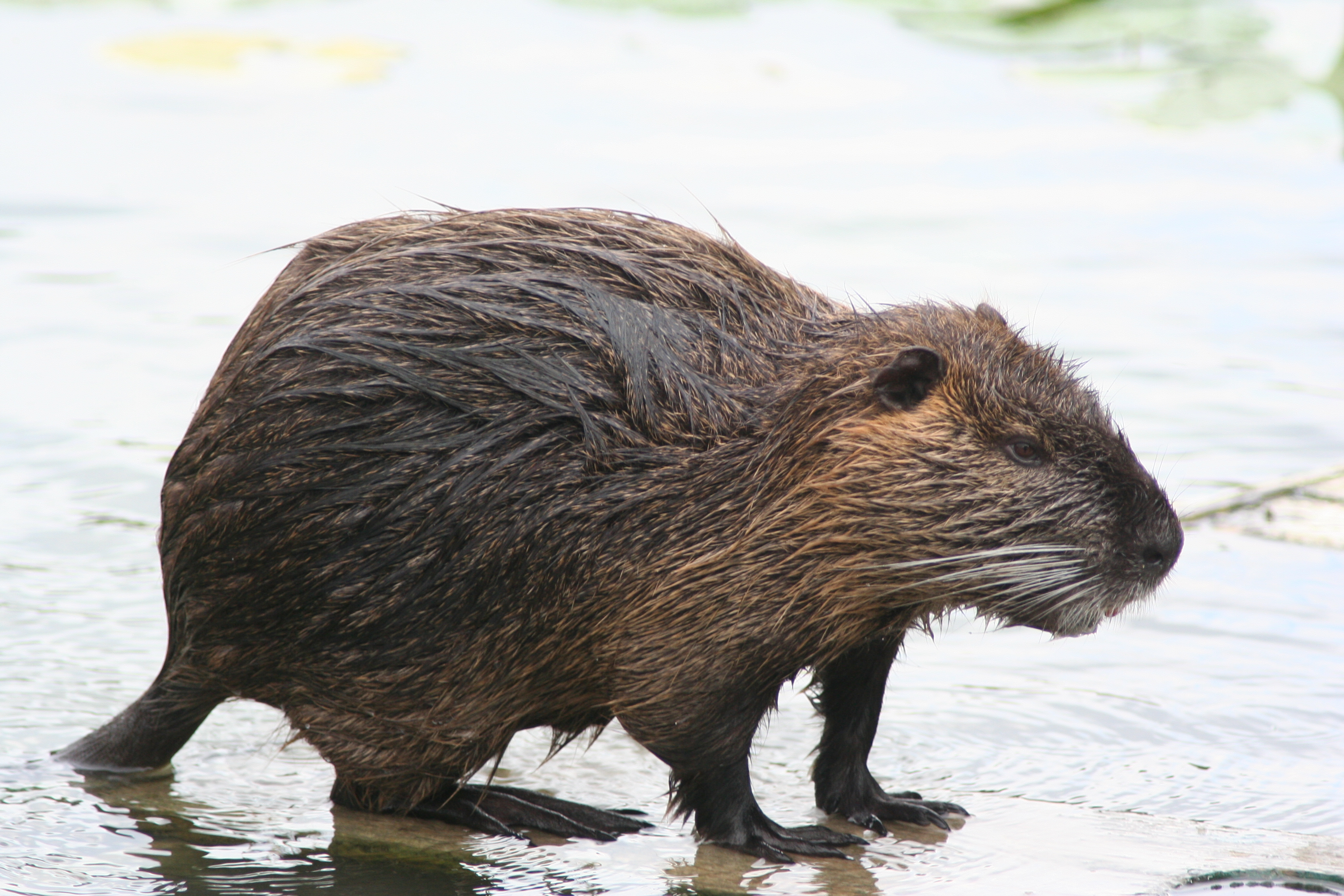
Nutrie

Nutria (Myocastor coypus) este un mamifer rozător semiacvatic originar din America de Sud. Țările de origine sunt Argentina, Brazilia, Chile, Bolivia, Paraguay și Uruguay. Face parte din Ordinul Rodentia, fiind numită și Castor de Chile sau Biber de Baltă.

## Creșterea nutriilor
În mediul său natural, nutria trăiește în colonii și populează zonele din jurul lacurilor care au malurile acoperite de vegetație hidrofită și zonele din preajma apelor curgătoare. Cuiburile lor sunt reprezentate de galerii lungi de 3–5 m, care pornesc de la nivelul apei spre zonele uscate sau în desișul vegetației. Animale seminocturne, nutriile sunt active seara și la începutul nopții sau dimineața devreme, ziua fiind mai mult în vizuini. Trăiesc în grupuri mici sau familii, acestea fiind compuse în mare parte dintr-un mascul și 3-5 femele cu puii lor.
Hrana nutriilor este constituită din plantele bogate în amidon și zahăr, dar sărace în celuloză, din moluște, însă mai rar din pești. Nu fac provizii de iarnă, astfel că supraviețuirea lor în mediul natural este dependentă de accesul la hrană.

## Caracterizarea biomorfofiziologică

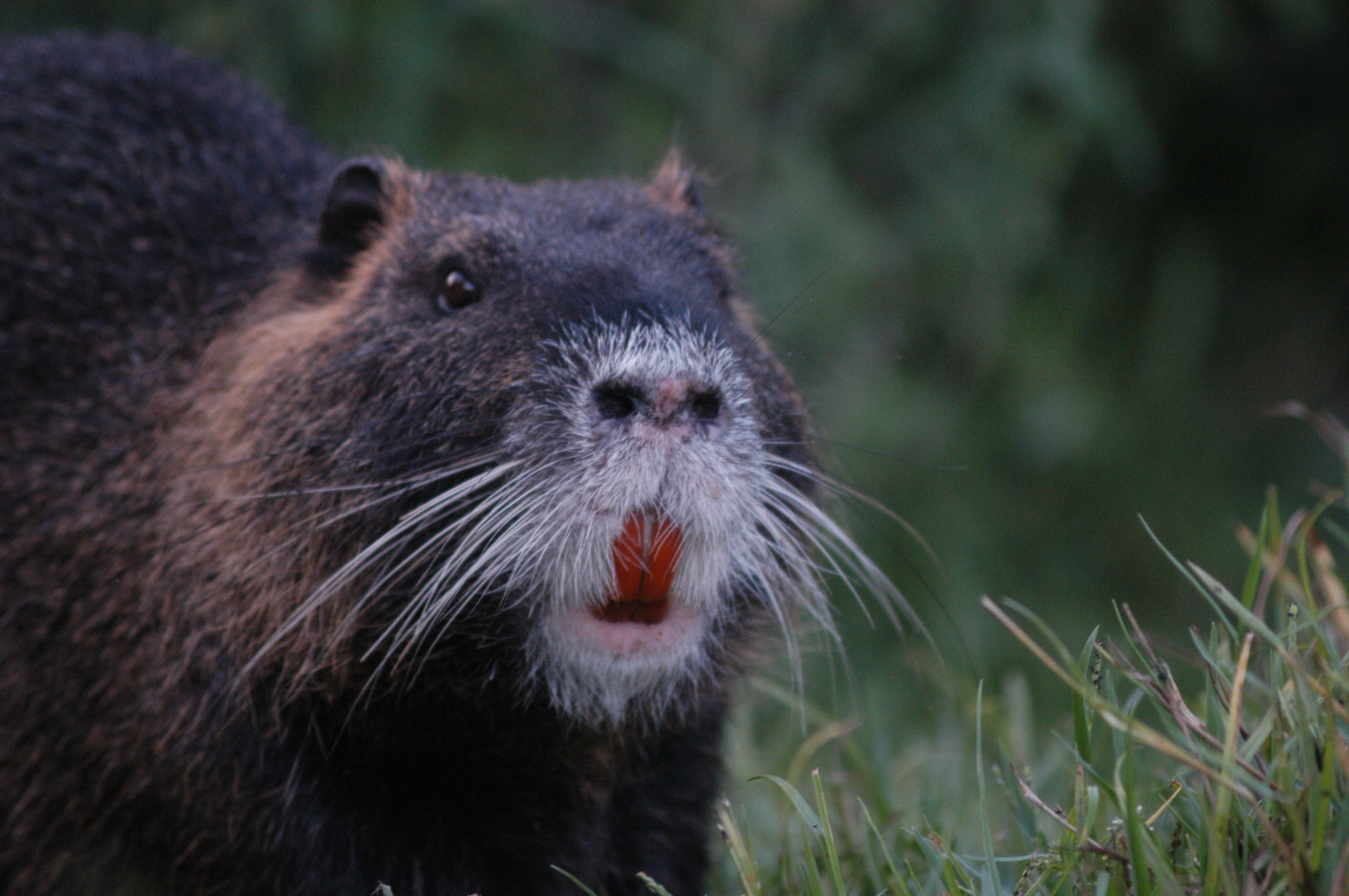

Raportată la celelalte animale de blană ierbivore, este un animal de talie mare, cu un corp de formă relativ cilindrică, de o lungime cuprinsă între 50–80 cm și un perimetru toracic de 40–60 cm. Greutatea nutriei  este cuprinsă între 6–10 kg și chiar mai mult, în condiții de selecție și ameliorare propice. Aceste valori depind de varstă, sex, individ și condițiile de hrănire și întreținere de care a beneficiat. Capul este mare, cu o lungime de 11–13 cm, cu fruntea lată și botul bont, cu urechi mici și rotunjite.
Urechile sunt prevăzute cu un șir de peri lungi, dispus în conchia auriculară, ce ajută la scurgerea rapidă a apei. Ochii sunt dispuși lateral, cu pupila turtită în lateral pe timpul zilei, pentru a fi protejată de lumina puternică din timpul zilei.
Dispuse pe marginile laterale ale botului, orificiile nazale sunt fine și ușor alungite, iar asemănător urechilor, nutriile au la nivelul nasului membrane care se închid în timpul înotului sub apă.
Buza superioară este împărțită în două jumătăți simetrice, care las la vedere incisivii, convecși și de culoare portocalie. Tipici speciei, incisivii sunt în general mari, curbați, bine evidențiați în exterior și foarte ascuțiți. Aceștia se refac la mărimea lor normală în aproximativ 42-50 zile, în cazul în care se rup sau se accidentează.
Gâtul este scurt și gros, permițând astfel doar mișcări de lateralitate reduse, iar coada acesteia este lungă, în formă conică, ce poate ajunge până la 40 cm. Este acoperită de solzi de natură cărnoasă și păr, proprietăți cu rol important în stabilirea direcției la înot. 
Are membre scurte, alcătuite din 5 degete terminate cu gheare neretractile, iar tălpile sunt lipsite de pilozitate. Degetele anterioare sunt mai mici și sunt utilitare la alegerea și prinderea hranei, precum și îngrijirea blănii. Membrele posterioare sunt mai lungi și puternice, prevăzute cu o membrană interdigitală între primele 4 degete, ultimul deget liber fiind utilizat la înot și scărpinat.
Dispuse pe partea laterală a corpului, nutria are 5-6 perechi de mamali, situați la o distanță de 5–6 cm de coloana vertebrală. Această dispunere a glandelor mamare reprezintă un factor de adaptare la regimul de viață acvatic și permite hrănirea puilor și în timpul înotului.

## Blana nutriei
Cuprinde în structura sa trei categorii de fire și anume : jarul – părul de direcție - , care este cel mai lung și mai gros; spicul, cu dimensiuni intermediare și puful, cel mai scurt și mai subțire.
În funcție de culoarea blănii, există mai multe tipuri de nutrie :
- Nutria sandard : își are originea în nutria sălbatică de culoarea agutty. Blana este maronie, cu nuanțe de maron cărămiziu sau galben-roșcat, pană la un maron spre negru.
- Nutria safir : este denumită și nutria bej, avand părul de pe intreg corpul de culoare bej, cu excepția celui de pe frunte și de pe bot, care este ceva mai deschis.
- Nutria neagră : a fost semnalată pentru prima dată în Argentina. Nutriile negre prezintă jarul și spicul de culoare neagră, pe întregul corp, în timp ce puful este cenușiu închis spre negru.
- Nutria aurie : a fost obținută în urma unor încrucișări complexe, începand cu anul 1960, în zona Kalinigradului. Blana este de culoare galbenă-aurie, dată de jar și spic, care sunt de culoare galben-auriu până la portocaliu, iar puful este galben cu reflexe roz-aurii.
- Nutria havana : cunoscută și sub denumirea de nutria pastel . Este rezultatul încrucișărilor dintre nutria neagră și cea de culoare galben-pai. Această varietate are o culoare brun-ciocolatie cu nuanțe de la foarte închis la foarte deschis, fiind în general uniformă pe întreaga suprafață a corpului.
- Nutria albă italiană : se caracterizează printr-o pigmentație alb-gălbuie murdară, ce-i dă o tentă mai mult spre culoarea crem decât spre cea albă.
- Nutria albă de Azerbaidjan : a fost obținută pentru prima dată în jurul anului 1956, prin încrucișări multiple între diferite varietăți și apoi o selecție severă și constantă.
- Nutria albă bulgăr-de-zăpadă : este mai puțin răspândită, cu părul de acoperire alb, iar puful de culoare alb-gălbui. Ochii sunt de culoare albastră, ceea ce sporește proprietatea estetică a animalului.
- Nutria sidefie : sau nutria Perlamută este o varietate foarte mult apreciată pe piața blănurilor, datorită culorii deosebit de frumoase. Această varietate s-a obținut prin încrucișarea dintre alba italiană cu nutria safir sau safir cu albă ca zăpada.
- Nutria galbenă lămâie: s-a obținut din încrucișările nutriei aurii cu nutria albă italiană, nutria safir sau nutria argintie. Culoarea blănii este destul de asemănătoare cu cea a nutriei aurii, dar care se deosebește doar prin aceea că intensitatea pigmentației este foarte slabă.
- Nutria gri-perlă: s-a obținut în urma încrucișărilor dintre nutria albă ca zăpada și havana. Culoarea generală a blănii acestei varietăți este mult apropiată de cea a perlei, cu o tentă de alb spre gri.
- Nutria albinotică: se deosebește de toate celelalte prin faptul că este lipsită în totalitate de pigmenți și are ochii de culoare roz. Blana este de culoare albă imaculată, însă cu tendința de împâslire.